# Uragano Hanna
L'uragano Hanna è stato l'ottavo ciclone tropicale e il quarto uragano della stagione degli uragani atlantici 2008. Si è formato a est-nordest delle Isole Sopravento settentrionali il 28 agosto 2008.